# Edda Trocha
Edda Trocha geb. Schmiedel (* 8. September 1949 in Buir, Landkreis Bergheim (Erft)) ist eine ehemalige deutsche Leichtathletin. die sich auf den Weitsprung spezialisiert hatte.
Nach den Olympischen Spielen 1972 in München zogen sich mit Heide Rosendahl, Ingrid Mickler und Heidi Schüller gleich drei Weitspringerinnen vom aktiven Wettkampfsport zurück. Damit war der Weg frei für Edda Trocha. Im Jahr 1973 wurde sie deutsche Hallenmeisterin mit 6,26 m und gewann anschließend auch bei den Freiluftmeisterschaften. Mit 6,43 m, die zugleich ihre persönliche Bestleistung bedeuteten, besiegte sie Heide Rosendahl, die die Saison 1973 dazu benutzte, ihre Karriere ausklingen zu lassen. Im darauffolgenden Jahr reichten ihr 6,34 m, um den Titel ein zweites Mal zu gewinnen.
Ihren einzigen Auftritt auf internationaler Ebene hatte Edda Trocha bei den Halleneuropameisterschaften 1973 in Rotterdam. Dort hätte sie für eine Medaille 6,16 m springen müssen, kam jedoch nicht über die 6-Meter-Marke und wurde mit 5,99 m Siebte, es siegte die Bulgarin Diana Jorgowa mit 6,45 m. Ihre persönliche Bestleistung stellte sie mit 6,46 m am 8. Juni 1976 in Düsseldorf auf.
In den 1990er Jahren, als sie bereits das 40. Lebensjahr überschritten hatte, trat sie auf regionaler Ebene bei Seniorenwettkämpfen in Erscheinung.
Edda Trocha startete für die SG Düren 99 und für den Dürener TV 1847.